# Franz Heim (Rennfahrer)

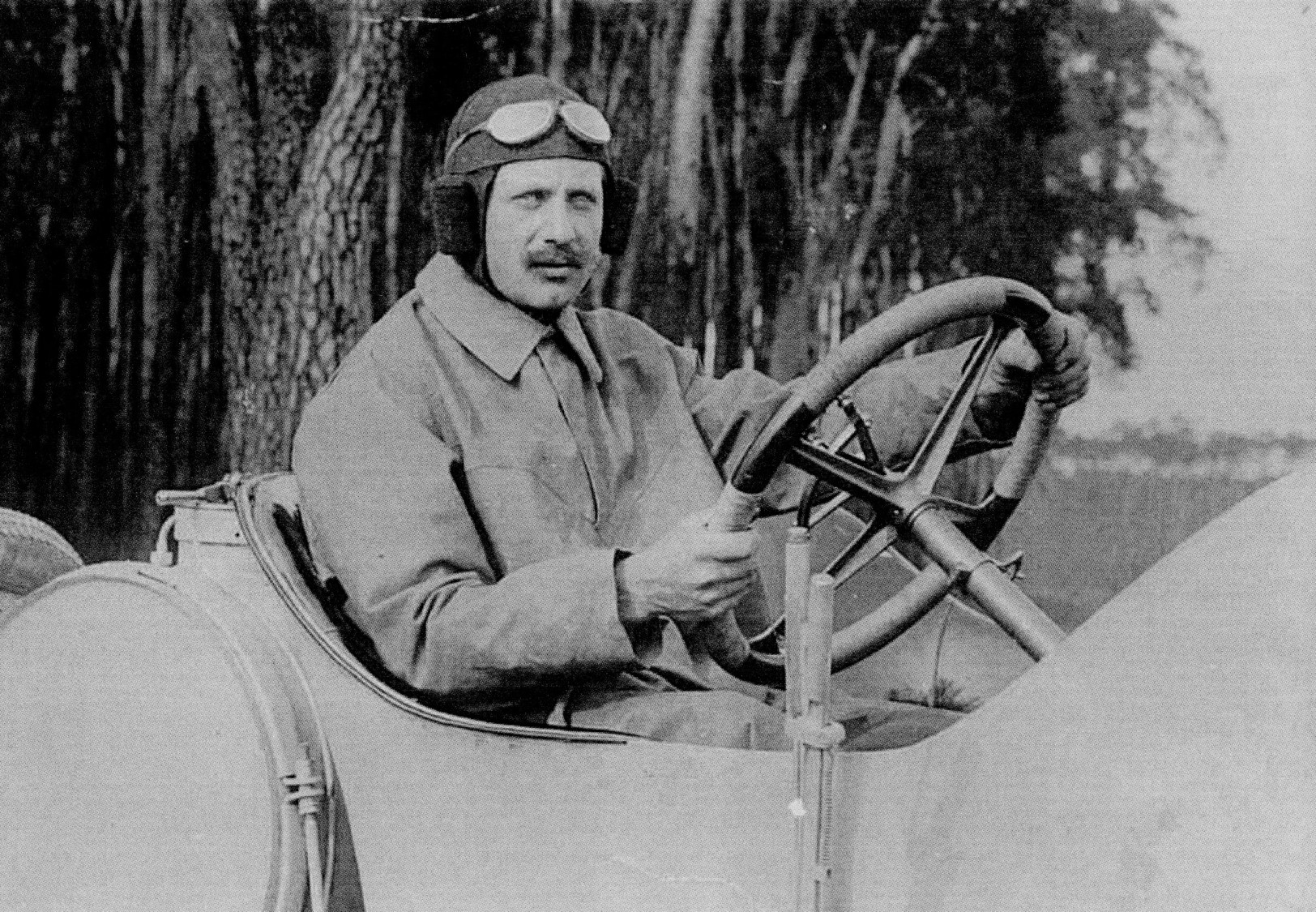
Franz Heim, 1910 porträtiert bei einer Testfahrt mit dem für den Vanderbilt Cup gebauten Benz

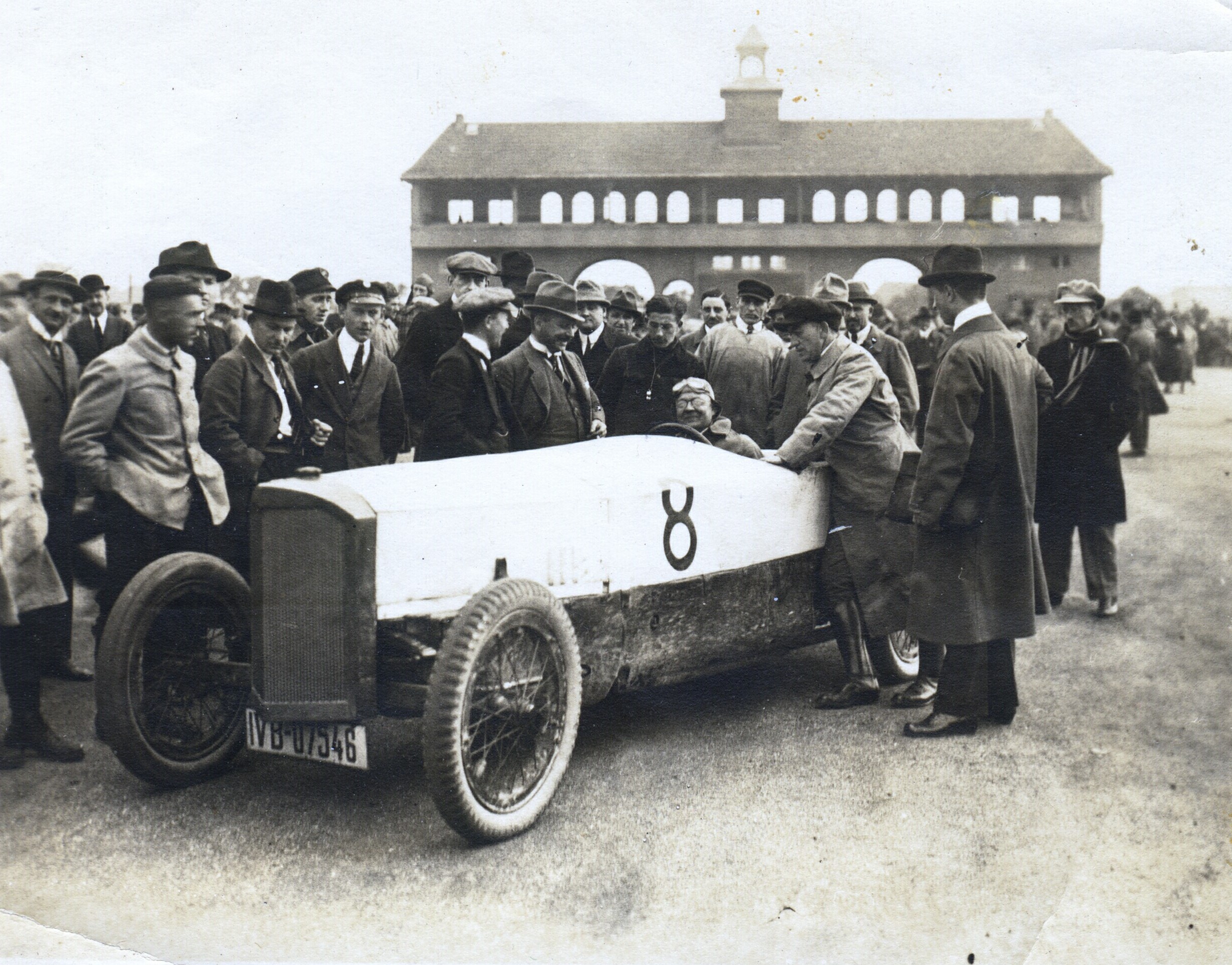
Heim-Rennwagen 6/18 bei Tests zum ersten AVUS-Rennen 1921. Testfahrer Arthur Henney hatte den Wagen mit Franz Heim entwickelt.

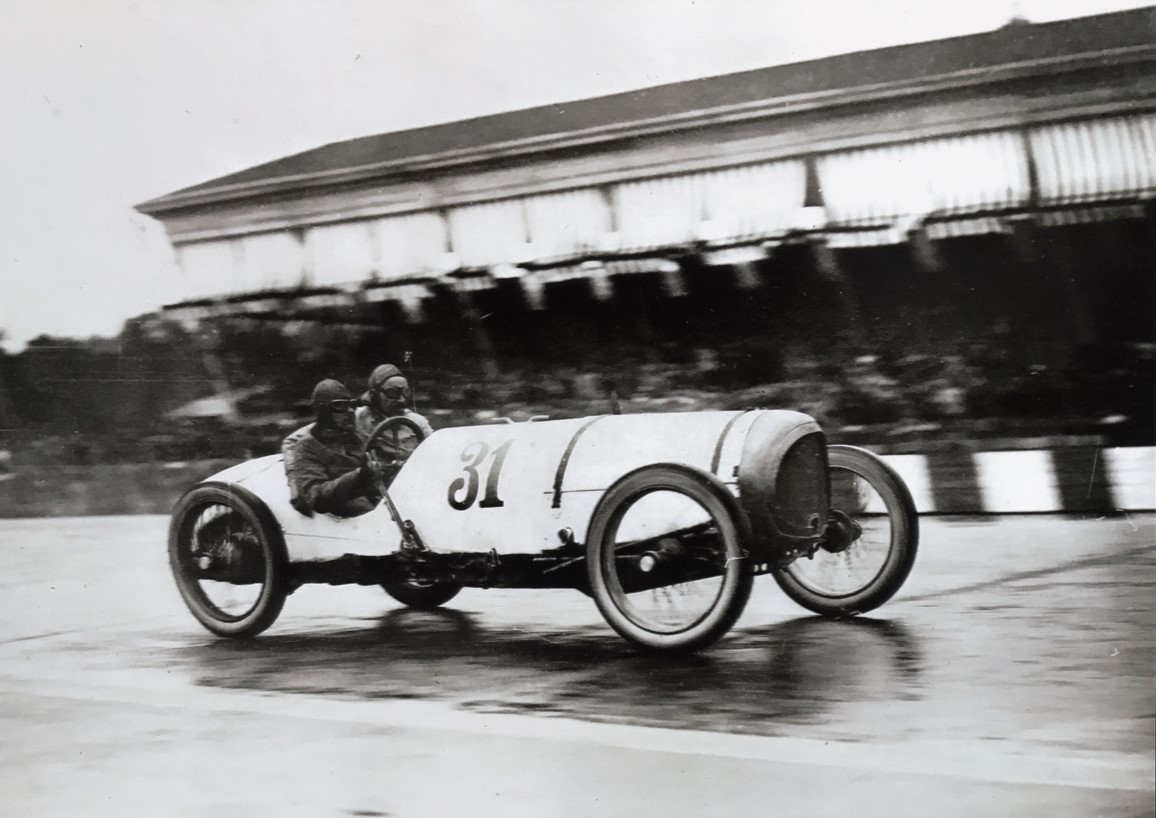
Zwei Heim-Grand-Prix-Wagen starteten beim ersten Großen Preis von Italien 1922. Fahrer waren Franz Heim und Reinhold Stahl (Bild).

Franz Heim (* 4. Juli 1882 in Wiesbaden; † 6. Januar 1926 in Mannheim) war ein deutscher Automobilrennfahrer, Unternehmer und Begründer der Firma Heim & Cie. in Mannheim. Nach seinem Einstieg als Rennmechaniker und Beifahrer von René Hanriot und Victor Hémery hatte er seine größten Rennerfolge als Werksfahrer von Benz & Cie. 1910 und als eigenständiger Rennfahrer 1911. Nach dem Ersten Weltkrieg startete er mit Eigenkonstruktionen auf der AVUS 1921 und 1922 sowie beim ersten Grand Prix von Italien in Monza 1922.

## Leben
Heim war mit 14 Jahren der zweite Lehrling, der bei Benz & Cie. eingestellt wurde. Während seiner vierjährigen Lehrzeit stand er unter persönlicher Anleitung von Carl Benz. Seine Rennfahrerkarriere bei Benz & Cie. begann 1907 als Rennmechaniker und Beifahrer von René Hanriot. Mit ihm belegte Heim unter anderem beim Grand Prix de l’A.C.F. 1908 Rang drei und beim American Grand Price 1908 den vierten Platz. Als Rennmechaniker für Victor Hémery und Barney Oldfield war er 1909 und 1910 bei den erfolgreichen Geschwindigkeitsweltrekorden mit dem Blitzen-Benz beteiligt.
1910 war Franz Heim Pilot des 2 x 200 PS-Benz-Schnellbootes beim Weltrekordversuch auf dem Wasser in Monaco. Heim reklamierte einen Fahrerposten für sich und konnte sich durchsetzen. Er wurde zum Benz Werksfahrer benannt. Im Mai 1910 gewann er bei seinem ersten Einsatz das Ries-Bergrennen bei Graz. Es folgten weitere Siege in ganz Europa mit den Stationen Lüttich, Antwerpen, Ostende, Boulogne-sur-Mer und Brooklands. Ende des Jahres sprang er für George Robertson im Vanderbilt Cup ein.
1911 waren bei Benz kaum noch Werks-Renneinsätze geplant. Heim schiedt daher bei Benz aus und wurde zum selbständigen Rennfahrer. Er fuhr im Mai noch einmal das Ries-Bergrennen. für den österreichischen Bierindustriellen Theodor Dreher auf dem 200-PS-Blitzen-Benz und gewann erneut vor 70.000 Zuschauern. Auch beim russischen Zarenpreis sicherte er sich den Klassensieg und erhielt den Siegerpreis seiner Majestät für die Kategorie II von Zar Nikolaus II. persönlich überreicht. 1912 wurde Franz Heim von Lorraine-Dietrich als Pilot für den französischen Grand Prix auf dem Circuit de Dieppe engagiert. Bereits kurz nach dem Start schied er mit Motorschaden aus. Heim begann in seiner Mannheimer Werkstatt mit der Entwicklung von Personenwagen. Im Winter 1913/14 wurde er für Weltrekordversuche von L. G. „Cupid“ Hornsted engagiert, die erfolgreich waren.
Danach brach der Erste Weltkrieg aus und Heim wurde zu einem der ersten deutschen Panzerkommandanten in einem erbeuteten englischen Mark I. Nach dem Krieg gründete Heim seine Automobilfirma Heim & Cie und entwickelte zusammen mit Arthur Henney einen Rennwagen für das Eröffnungsrennen auf der Berliner AVUS im Jahr 1921. Gleich im ersten Rennen kam Heim mit seinem Heim 8/30 auf den dritten Platz. Dieser Erfolg war eine wichtige Werbung für Heim & Cie, das neue Modell 8/40 wurde zum Verkaufsschlager. Für die Saison 1922 entwickelte Franz Heim Grand-Prix-Rennwagen mit eigenen Heim-Sechszylindermotoren. Beim ersten Großen Preis von Italien im Jahr 1922 in Monza starteten Franz Heim und Reinhold Stahl mit den Heim-Grand-Prix-Wagen, allerdings mit Selve-Motoren. Beide fielen abgeschlagen aus. Durch Inflation und Weltwirtschaftskrise kam es zu keinem weiteren Renneinsatz der Heim-Grand-Prix-Wagen.
Heim gründete 1923 eine weitere Firma, das Heim Motorenwerk. 1924 ging die Heim-Modellreihe 9/60 (und 8/80 Sportwagen) mit hauseigenen Motoren in Serie. Die Verkaufszahlen blieben deutlich hinter den Erwartungen zurück, zudem erlitt Heim einen schweren Herzanfall. November 1925 brach der Absatz ein und Franz Heim nahm sich am 6. Januar 1926 das Leben.

## Statistik
Einige ausgewählte Ergebnisse aus Franz Heims Einsätzen als Rennmechaniker, Rennfahrer und Rennstallbesitzer.
| Datum         | Renntyp       | Platz/Wert            | Ort | Fahrer                                  | Wagentyp                                        | Nr.       |
| ------------- | ------------- | --------------------- | --- | --------------------------------------- | ----------------------------------------------- | --------- |
| 25. Juli 1907 | Rennen        | 4.                    | A.C. Belgique Bastogne (Belgien) Kaiserpreis-Formel                                                                       | René Hanriot                            | Benz 38/60                                      | 16        |
| 1. Sep. 1907  | Grand Prix    | 3.                    | Coppa Florio Brescia (Italien)                                                                                            | René Hanriot                            | Benz 38/60                                      | 16B       |
| 7. Juli 1908  | Grand Prix    | 3.                    | Grand Prix de l’A.C.F. Circuit de Dieppe (Frankreich)                                                                     | René Hanriot                            | Benz 120 PS                                     | 23        |
| 20. Sep. 1908 | Bergrennen    | 4. 3.                 | Semmering-Bergrennen (Österreich) Klasse 10; GP-Klasse 11 – ohne Limit                                                    | René Hanriot (für Erle)                 | Benz 150 PS                                     | unbekannt |
| 26. Nov. 1908 | Grand Prix    | 4.                    | American Grand Prize Savannah-Effingham Raceway, Savannah (USA)                                                           | René Hanriot                            | Benz 150 PS                                     | 15        |
| 8. Nov. 1909  | Rekordfahrt   | 202,7 km/h            | Brooklands Weybridge (England)                                                                                            | Victor Hémery                           | „Blitzen-Benz“ Benz 200 PS (Nr. 1)              | –         |
| 17. März 1910 | Rekordfahrt   | 211,9 km/h            | Daytona Beach Road Course, Daytona Beach (USA)                                                                            | Barney Oldfield                         | „Blitzen-Benz“ Benz 200 PS (Nr. 1)              | –         |
| 15. Mai 1910  | Bergrennen    | 1.                    | Ries (Österreich) Rekord mit 4:24,4 min                                                                                   | Franz Heim                              | Benz Prinz-Heinrich-Wagen Version 1908 / 75 PS  | 24        |
| 8. Juni 1910  | Langstrecke   | 5.                    | Prinz-Heinrich-Fahrt | Arthur Henney                           | Benz Prinz-Heinrich-Wagen Version 1910 / 80 PS  | 4         |
| 12. Juni 1910 | Sprintrennen  | 1.                    | Coupe de la Meuse Lüttich (Belgien) Kl. Tourenwagen                                                                       | Franz Heim                              | Benz Prinz-Heinrich-Wagen Version 1910          | unbekannt |
| 1910          | Sprintrennen  | 1.                    | Antwerpen (Belgien) | Franz Heim                              | Ggf. Benz Prinz-Heinrich-Wagen                  | unbekannt |
| 18. Juli 1910 | Sprintrennen  | 1. (8 mal)            | Meeting von Ostende (Belgien) u. a. - Wenduyne 10 km Klasse7 - Tourenwagen 20 km                                          | Franz Heim                              | Benz Prinz-Heinrich-Wagen                       | unbekannt |
| 21. Juli 1910 | Sprintrennen  | 1. (2 mal) 2.         | Boulogne-sur-Mer (Frankreich) - Coupe Franchomme, 7 km Kl. 2 - Coupe Caraman-Chimay 3 km - 1 km Berganstieg Rennwagen     | Franz Heim                              | Ggf. Benz Prinz-Heinrich-Wagen                  | unbekannt |
| Aug. 1910     | Sprintrennen  | 1. (2 mal)            | Brooklands Weybridge (England) August Sprintrennen                                                                        | Franz Heim                              | Benz Prinz-Heinrich-Wagen Version 1908          | 6         |
| 1. Okt. 1910  | Rennen        | 27.                   | Vanderbilt Cup Long Island Motor Parkway, New York (USA)                                                                  | Franz Heim                              | Benz Prinz-Heinrich-Wagen Version 1908 / 105 PS | 8         |
| 12. Nov. 1910 | Grand Prix    | 2.                    | American Grand Prize Savannah-Effingham Raceway, Savannah (USA)                                                           | Victor Hémery                           | Benz 150 PS                                     | 9         |
| 21. Mai 1911  | Bergrennen    | 1.                    | Ries (Österreich) Rekord mit 4:16,2 min                                                                                   | Franz Heim                              | „Blitzen-Benz“ Benz 200 PS (Nr. 2)              | –         |
| 16. Sep. 1911 | 9 Tages Rally | 1. (Klasse II)        | Kaiserpreis St. Petersburg–Sewastopol (Russland)                                                                          | Franz Heim                              | Benz 25/40                                      | 10        |
| 30. Nov. 1911 | Grand Prix    | Ausfall               | American Grand Prize Savannah-Effingham Raceway, Savannah (USA)                                                           | Victor Hémery                           | Benz 150 PS                                     | 56        |
| 26. Juni 1912 | Grand Prix    | Ausfall               | Grand Prix de l’A.C.F. Circuit de Dieppe (Frankreich)                                                                     | Franz Heim                              | Lorraine-Dietrich Type GP                       | 57        |
| 22. Dez. 1913 | Rekordfahrt   | 113,8 km/h 118,8 km/h | Brooklands Weybridge (England) - für die halbe Meile (804,67 Meter) - mit stehendem Start für 1 km, - mit stehendem Start | L. G. „Cupid“ Hornsted                  | „Blitzen-Benz“ Benz 200 PS (Nr. 3)              | –         |
| 24. Sep. 1921 | Rennen        | 3.                    | AVUS Berlin (Deutschland) Klasse VIII A                                                                                   | Franz Heim                              | Heim 8/30                                       | 12        |
| 25. Sep. 1921 | Rennen        | Ausfall               | AVUS Berlin (Deutschland) Klasse VIA                                                                                      | Franz Heim                              | Heim 6/18                                       | 8         |
| 11. Juni 1922 | Rennen        | 5. Ausfall            | AVUS Berlin (Deutschland) Klasse II (8 Steuer-PS)                                                                         | Franz Heim Reinhold Stahl Arthur Henney | Heim 8/24                                       | 4 5 10    |
| 10. Sep. 1922 | Grand Prix    | Ausfall               | Gran Premio d’Italia Autodromo Nazionale Monza, Monza (Italien)                                                           | Franz Heim Reinhold Stahl               | Heim Monza                                      | 7 31      |